# 黑色小丑 〜Clown〜
「黑色小丑 〜Clown〜」は、BACK-ONの中華圏配信限定EP。2018年9月29日に、網易雲音樂・KK BOX・friDay 音樂・MyMusicの中華圏限定で配信された。

## 概要
BACK-ONが同年2月21日に配信した配信限定EP『NEW ERA』に収録されている「Clown」を中国語にてセルフカバーした「黑色小丑 〜Clown〜」が中華圏の配信サブスクリプションサービス、網易雲音樂・KK BOX・friDay 音樂・MyMusic 限定で配信。中華圏での活動を広げる第1弾の試みとみられる。